# Зоран Миленковић (фудбалер, 1946)
Зоран Миленковић (Ново Село код Ниша, 3. фебруар 1946 — Ниш, 4. август 2020) био је југословенски и српски фудбалер. 

## Каријера
Рођен је 3. фебруара 1946. године у Новом Селу код Ниша. Играо је на позицији одбрамбеног играча, леви бек и по потреби као центархалф, полутка и крило. Истицао се по брзини и борбености. Фудбал је почео да игра у нишком Партизану, а 1962. године прешао је у Раднички из Ниша. У време када је био и репрезентативни кандидат, доживео је незгодну повреду у дуелу са Миланом Живадиновићем из Црвене звезде, када му је поломљена лева нога на пријатељској утакмици. Играо је још за крагујевачки Раднички и потом за Бор. Убрзо је у Црној Гори доживео саобраћајну несрећу због које је био приморан да рано заврши каријеру.
У дресу А репрезентације Југославије наступио је једном и то 1966. године у пријатељској утакмици против Бугарске (резултат 1:6). 
Преминуо је 4. августа 2020. године у Нишу.